# 김시덕 (희극인)
김시덕(1981년 7월 28일 ~ )은 대한민국의 희극인이다.

## 생애
1981년 7월 28일에 안동에서 태어나 울산에서 자랐다. 중앙대학교 예술대학원에 졸업했으며, 2000년 MBC 개그맨 특채 대상, 2001년에 KBS 16기 공채 개그맨이 되었다.

## 연기 활동
방송
- 《개그콘서트》 (1999년 9월 4일 ~ 2020년 6월 26일)
  - 〈가문이 영~꽝〉
  - 〈귀신이 산다〉
  - 〈박준형의 생활 사투리〉
  - 〈2019 생활 사투리〉
  - 〈2020 생활 사투리〉
  - 〈청년백서〉
  - 〈봉숭아학당〉시득이 역
  - 〈장난하냐〉
  - 〈시덕아〉
  - 〈누구?〉
  - 〈B.O.A〉
  - 〈BB 엔터테인먼트〉
  - 〈장군〉
  - 〈출동! 김반장〉
  - 〈초 미니시리즈〉
  - 〈달려라 울언니〉
  - 〈대포동 예술극단〉
  - 〈동물원〉
  - 〈동작그만〉
  - 〈新 동작그만〉이등병 > 일등병 역
  - 〈병원 25시〉
  - 〈사랑의 병원〉
  - 〈힙합의 전설〉
  - 〈생각대로 쇼!〉
  - 〈작전명령〉
  - 〈널빤지 연구소〉
  - 〈무사들의 대화〉
  - 〈미스테리 개그〉
  - 〈우격다짐2〉
  - 〈걸인의 추억〉
  - 〈개그두뇌 트레이닝〉
  - 〈골목대장 마빡이〉
  - 〈마빡이〉얼빡이 역
  - 〈김시덕의 보이스 토크〉
  - 〈킹콩땅콩〉
  - 〈킹콩&치타〉
  - 〈킹콩 패밀리〉
  - 〈꽃보다 아름다워〉
  - 〈낭만 자객〉
  - 〈비트박스〉
  - 〈빅4 콘서트〉
  - 〈백수교육대〉
- 《자유선언 토요대작전》
  - 〈박장대소〉
- 《웃음충전소》
  - 〈미스터 박〉
  - 〈계층공감 OLD & 형님〉
- 《쇼! 행운열차》
  - 〈제17대 어전회의〉
  - 〈황혼민박〉
- 《TV는 사랑을 싣고》
- 《코미디 파일》
  - 〈제17대 어전회의〉
  - 〈차카게 살자〉
  - 〈영웅전설〉
- 《생방송 군주전국시대》(온게임넷)

영화,드라마
《오! 영심이》(2023년 5월 15일)
- 《갈갈이 패밀리와 드라큐라》(2003년 8월 1일)
- 《마법 경찰 갈갈이와 옥동자》(2004년 2월 13일)
- 《바리바리 짱》(2005년 8월 19일)
- 《열아홉순정》(2006년 8월 19일)
- 《마녀유희》(2007년 3월 22일)
- 《위기일발 풍년빌라》(2008년 1월 22일)

유행어
- 《개그콘서트》
  - "앗싸" 청년백서 코너에서
  - "내 아를 낳아도", "오다 주섰다" 생활사투리 코너에서
  - "향숙이", "향숙이 이뻤다." 걸인의 추억 코너에서

## 광고
- 2002년 롯데삼강 컬러파워 (with 박준형, 임혁필, 박성호)
- 2003년 다음 맞고&고스톱 (with 박준형, 이재훈, 김다래)
- 2004년 대구과학대학교 (with 최종원)

## 홍보대사
- 2004년 울산시 홍보대사
- 2007년 서울특별시유도회 홍보대사
- 2008년 서울국제e스포츠 페스티벌 홍보대사
- 2016년 보이스캐디 홍보대사

## 수상 내역
- 2006년 KBS 연예대상 코미디부문 최우수 코너상
- 2002년 KBS 연예대상 코미디부문 최우수 코너상
- 2001년 KBS 신인개그맨 선발대회 은상
- 2000년 MBC 대학개그동아리 선발대회 대상